# Tušická Nová Ves
Tušická Nová Ves es un municipio del distrito de Michalovce en la región de Košice, Eslovaquia, con una población estimada a final del año 2024 de 506 habitantes.
Se encuentra ubicado al noreste de la región, en la cuenca hidrográfica del río Bodrog (afluente derecho del Tisza) y cerca de la frontera con la región de Prešov, Ucrania y Hungría.

## Demografía
| Año        | 1994 | 2004    | 2014    | 2024    |
| ---------- | ---- | ------- | ------- | ------- |
| Población  | 622  | 585     | 555     | 506     |
| Diferencia |      | −5,94 % | −5,12 % | −8,82 % |

| Año        | 2023 | 2024    |
| ---------- | ---- | ------- |
| Población  | 509  | 506     |
| Diferencia |      | −0,58 % |